# Bermuda op de Olympische Zomerspelen 1960
Bermuda nam deel aan de  Olympische Zomerspelen 1960 in Rome, Italië. Ook de vijfde olympische deelname bleef zonder medailles. Het zou tot 1976 duren voordat de eerste medaille werd behaald.

## Deelnemers en resultaten

### Zeilen
| Olympiër                                          | Discipline      | Resultaat | Prestatie                            |
| ------------------------------------------------- | --------------- | --------- | ------------------------------------ |
| Brownlow Gray                                     | finn            | 32e       | 1433 punten: (29-DNF-29-21-32-27-18) |
| John Trimingham de Forest Richard H. Divall       | flying dutchman | 16e       | 3007 punten: (23-7-24-18-16-19-4)    |
| Howard B. Eve James W. Kempe Richard H. Masters   | dragon          | 15e       | 2948 punten: (25-5-7-14-16-16-14)    |
| Albert F. Darrell Walter J. Jones Norman C. Jones | 5,5m            | 12e       | 2297 punten: (17-7-DNF-18-7-4-16)    |

Afghanistan · Argentinië · Australië · Bahama's · België · Bermuda · Birma · Brazilië · Brits-Guiana · Bulgarije · Canada · Ceylon · Chili · Colombia · Cuba · Denemarken · Duits eenheidsteam · Ethiopië · Fiji · Filipijnen · Finland · Frankrijk · Ghana · Griekenland · Groot-Brittannië · Haïti · Hongarije · Hongkong · Ierland · IJsland · India · Indonesië · Irak · Iran · Israël · Italië · Japan · Joegoslavië · Kenia · Libanon · Liberia · Liechtenstein · Luxemburg · Malakka · Malta · Marokko · Mexico · Monaco · Nederland · Nederlandse Antillen · Nieuw-Zeeland · Nigeria · Noorwegen · Oeganda · Oostenrijk · Pakistan · Panama · Peru · Polen · Portugal · Puerto Rico · Roemenië · San Marino · Singapore · Soedan · Sovjet-Unie · Spanje · Suriname · Taiwan · Thailand · Tsjecho-Slowakije · Tunesië · Turkije · Uruguay · Venezuela · Verenigde Arabische Republiek · Verenigde Staten · Vietnam · West-Indische Federatie · Zuid-Afrika · Zuid-Korea · Zuid-Rhodesië · Zweden · Zwitserland